# Massachusetts (Schiff, 1942)
Die Massachusetts, auch USS Massachusetts (Kennung: BB-59), war ein Schlachtschiff der South-Dakota-Klasse, das zu Beginn des Zweiten Weltkriegs  für die US Navy gebaut wurde. Während des Krieges wurde sie sowohl im Pazifik als auch im Mittelmeer eingesetzt. 1947 wurde das Schiff in die Reserve versetzt und schließlich 1965 als Museumsschiff der Öffentlichkeit zugänglich gemacht. Das Schiff trägt den Spitznamen „Big Mamie“.

## Geschichte
Die Massachusetts wurde am 20. Juli 1939 in der Fore River Werft von Bethlehem steel in Quincy, Massachusetts auf Kiel gelegt, am 23. September 1941 vom Stapel gelassen und am 12. Mai 1942 in Dienst gestellt.

### Mittelmeer

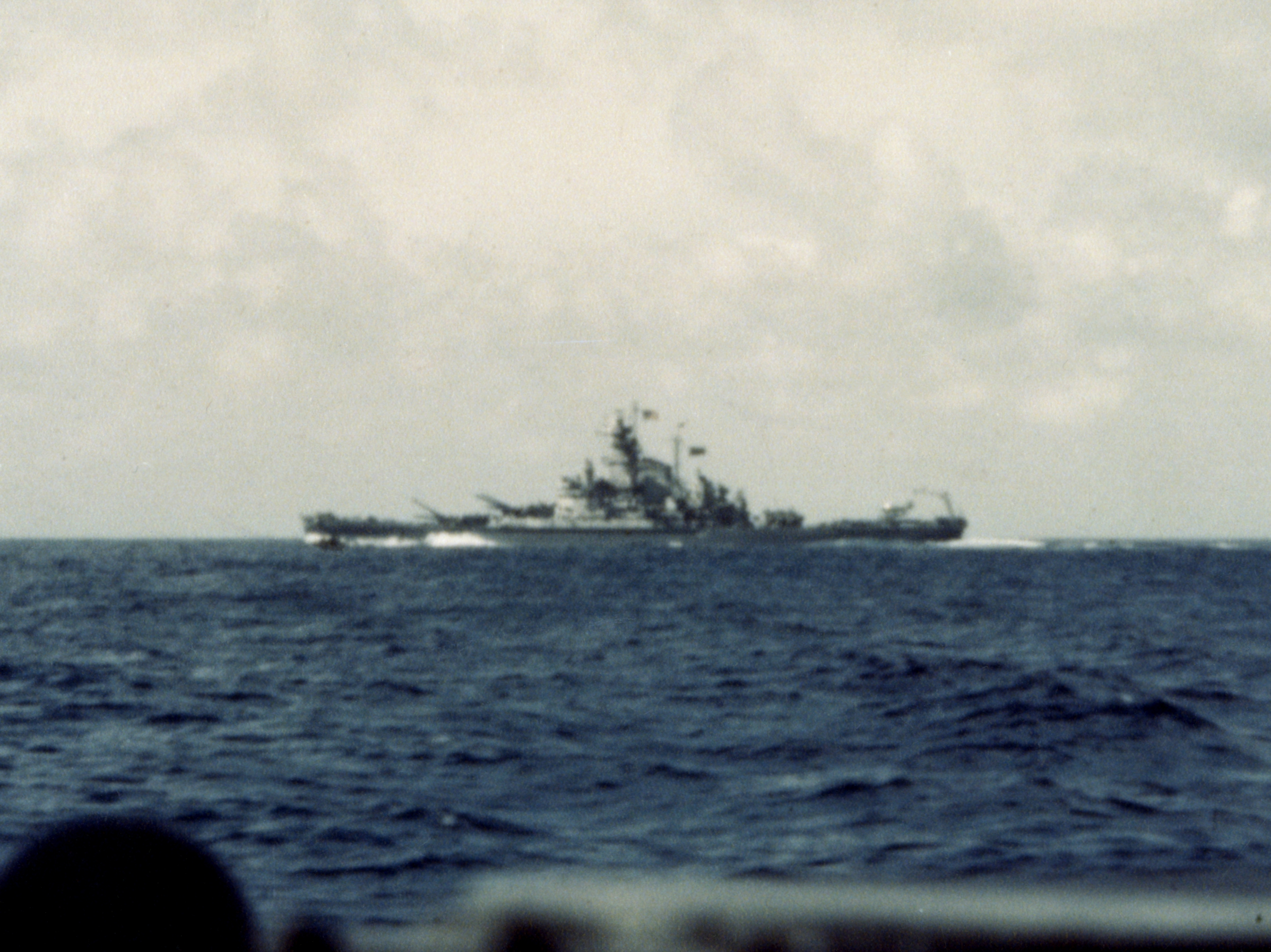
Die USS Massachusetts am 8. November 1942 vor Casablanca.

Die Massachusetts wurde Ende 1942 als Flaggschiff von Admiral Hewitt während der Landung alliierter Truppen im von Vichy-Frankreich besetzten Nordafrika. Teile der französischen Truppen, darunter das unfertige Schlachtschiff Jean Bart, leisteten Widerstand und wurden von den alliierten Kriegsschiffen unter Feuer genommen. Dabei erzielte die Massachusetts am Morgen des 8. November aus 22 km Entfernung mehrere Treffer auf dem französischen Schlachtschiff und beschoss Stellungen an Land. Weiterhin erzielte sie mit ihren Hauptgeschützen Treffer auf den französischen Zerstörern Fougueux und Boulonnais. Sie verbrauchte in diesem Gefecht nahezu ihren gesamten Munitionsvorrat an schweren Granaten und wurde selbst von zwei Granaten der französischen Artillerie getroffen, ohne jedoch schwere Schäden erlitten zu haben. Nachdem mit den Franzosen ein Waffenstillstand vereinbart worden war, nahm sie am 12. November Kurs auf die Vereinigten Staaten, wo das Schiff auf seinen Einsatz im Pazifik vorbereitet wurde.

### Pazifik

#### Gilbert und Marshallinseln Feldzug
Nach Reparaturen und Umbauten an der Radaranlage, eine Folge der Erfahrungen, die man beim Gefecht ihres Schwesterschiffes South Dakota bei der Seeschlacht von Guadalcanal gemacht hatte, wurde die Massachusetts im Februar 1943 nach Nouméa im Pazifik verlegt. Die Massachusetts traf am 4. März 1943 in Noumea, Neukaledonien, ein. In den folgenden Monaten war sie im Südpazifik im Einsatz, um Geleitzüge zu schützen und die Operationen auf den Salomonen zu unterstützen. Zwischen dem 19. und 21. November begleitete sie Taskgroup 50.2 bestehend aus den Flugzeugträgern Enterprise, Belleau Wood und Monterey die Makin, Tarawa und Abemama auf den Gilbertinseln angriffen. Am 8. Dezember beschoss sie japanische Stellungen auf Nauru und am 29. Januar 1944 schützte sie Taskgroup 58.1 bestehend aus der Enterprise der Yorktown und der Belleau Wood bei einem weiteren Angriff auf Tarawa.
Mit Taskgroup 58.3 bestehend aus den Flugzeugträgern Bunker Hill, Monterey und Cowpens den Schlachtschiffen North Carolina, South Dakota und Alabama griff sie am 17. Februar die japanische Hochburg Truk an. Ende März nahm sie am Angriff auf die Karolinen teil und war am 22. April an der Invasion in Hollandia beteiligt, bei der 60.000 Soldaten auf der Insel landeten. Nach dem Rückzug aus Hollandia führte ihr Einsatzverband einen weiteren Angriff auf Truk durch. Am 1. Mai beschoss die Massachusetts die Insel Ponape. Dies war ihr letzter Einsatz, bevor sie nach Puget Sound zurückkehrte, um ihre inzwischen stark abgenutzten Geschützrohre zu überholen. Nach Abschluss der Arbeiten kehrte die Massachusetts in den Südpazifik zurück um ihren Einsatz im Kriegsgebiet wieder aufzunehmen.

#### Philippinen
Am 6. Oktober verließ sie die Marshallinseln, um die Landungen im Golf von Leyte zu unterstützen. Am 10. Oktober beteiligte sich die Massachusetts beim Angriff auf japanische Luftwaffenstützpunkte auf Okinawa um Störaktion der Japaner während der Anlandung zu verhindern. Zwischen dem 12. und 14. Oktober griff die Fast Carrier Task Force Stützpunkte in Taiwan an, bevor sie zur Invasionsflotte vor Leyte zurückkehrte. Als Teil von TG 38.3 nahm sie vom 22. bis 27. Oktober an der Schlacht um den Golf von Leyte teil.
Am 14. Dezember unterstützte die Massachusetts die Invasion von Mindoro. Am 17. Dezember geriet die Massachusetts in einen schweren Taifun mit geschätzten Windgeschwindigkeiten von 120 Knoten. Drei Zerstörer sanken auf dem Höhepunkt des Taifuns. Zwischen dem 30. Dezember und dem 23. Januar 1945 beteiligte sie sich als Teil der TF 38, beim Angriff auf Taiwan und unterstützte die Landung in Lingayen. Vom 10. Februar bis 3. März schützte die Massachusetts als Teil von Taskgroup 58.1. Flugzeugträger bei Angriffen auf Iwo Jima. Ihr Einsatz endete mit der Beschießung von Kamaishi auf den japanischen Hauptinseln am 9. August 1945.

### Nachkriegszeit
Nach dem Ende des Krieges lief das Schlachtschiff am 1. September zur Überholung nach Puget Sound ein. Von dort fuhr es am 28. Januar 1946 zu Einsätzen vor der kalifornischen Küste. Mitte April verließ die Massachusetts San Francisco in Richtung Hampton Roads. Am 27. März 1947 wurde sie außer Dienst gestellt und in der Atlantik-Reserveflotte in Norfolk unterstellt. Am 1. Juni 1962 wurde sie aus dem Schiffsregister gestrichen.
Am 4. Juni 1965 wurde sie dem Museum bei Fall River überstellt und wenig später der Öffentlichkeit zugänglich gemacht. Das Schiff wurde am 14. Januar 1986 als National Historic Landmark in das National Register of Historic Places aufgenommen.